# Metal Gear Solid V: Ground Zeroes
Metal Gear Solid V: Ground Zeroes (メタルギアソリッドV グラウンド・ゼロズ Metaru Gia Soriddo Faibu Guraundo Zerozu?) är ett datorspel ur genren sneak 'em up från spelserien Metal Gear. Spelet fungerar som en prolog till uppföljaren The Phantom Pain.